# 바바사키초역
바바사키초역(일본어: 馬場崎町駅)은 일본 돗토리현 사카이미나토시에 위치한 서일본 여객철도 사카이 선의 철도역이다. 단선 승강장 1면 1선의 구조를 갖춘 지상역이다.

## 역 주변
- 사카이미나토 시청
- 사카이미나토 우편국
- 산인 합동은행
- 요나고 신용금고

## 역사
- 1987년 11월 1일 : 서일본 여객철도에 의해, 사카이 선의 나카하마 역 - 아마리코 역 간에 신설 개업. 사카이 선의 후지미초 역, 산본마쓰구치 역, 센자키구치 역, 다카마쓰초 역과 함께 같은 해 4월 서일본 여객철도 발족 이래 첫 신설역임.

## 인접 역
| 서일본 여객철도 사카이 선 | 서일본 여객철도 사카이 선 | 서일본 여객철도 사카이 선      |
| ------------------------- | ------------------------- | ------------------------------ |
| 아가리미치 요나고 방면    | ■ 사카이 선               | 사카이미나토 사카이미나토 방면 |

## 같이 보기
- 사카이 선